# Redondela
Redondela ist eine Stadt im Südwesten der Provinz Pontevedra in der spanischen Autonomen Gemeinschaft Galicien. Die Gemeinde erstreckt sich auf einer Fläche von 52 km² und hatte 28.976 Einwohner (Stand: 2024).

## Geografie
Die westliche Grenze des Gemeindebezirkes Redondela bildet der Atlantische Ozean. Im Süden grenzt Redondela an den Gemeindebezirk Vigo, im Osten an die Bezirke Mos und Pazos de Borben und im Norden an den Gemeindebezirk von Soutomaior.
Die Geografie des Bezirkes wird einerseits durch Berggipfel bis zu fast 500 Metern Höhe (im Südwesten des Gemeindebezirkes) und andererseits durch die Küstenlinie geprägt, die teils sandigen und teils felsigen Charakter aufweist. Zudem wird der Bezirk von einer topographischen Senke in Nord-Süd-Richtung durchzogen. Entlang dieser Senke kennzeichnet Redondela eine stark hügelige Landschaft. Die durchschnittliche Höhe des Gemeindebezirkes liegt bei 17 m über dem Meeresspiegel.
Das Flusssystem des Gemeindebezirkes Redondela besteht aus mehreren kleinen Flussläufen (u. a. Fondón und Cabeiro) sowie einige größeren Wasserläufen (Maceiras und Alvedosa).

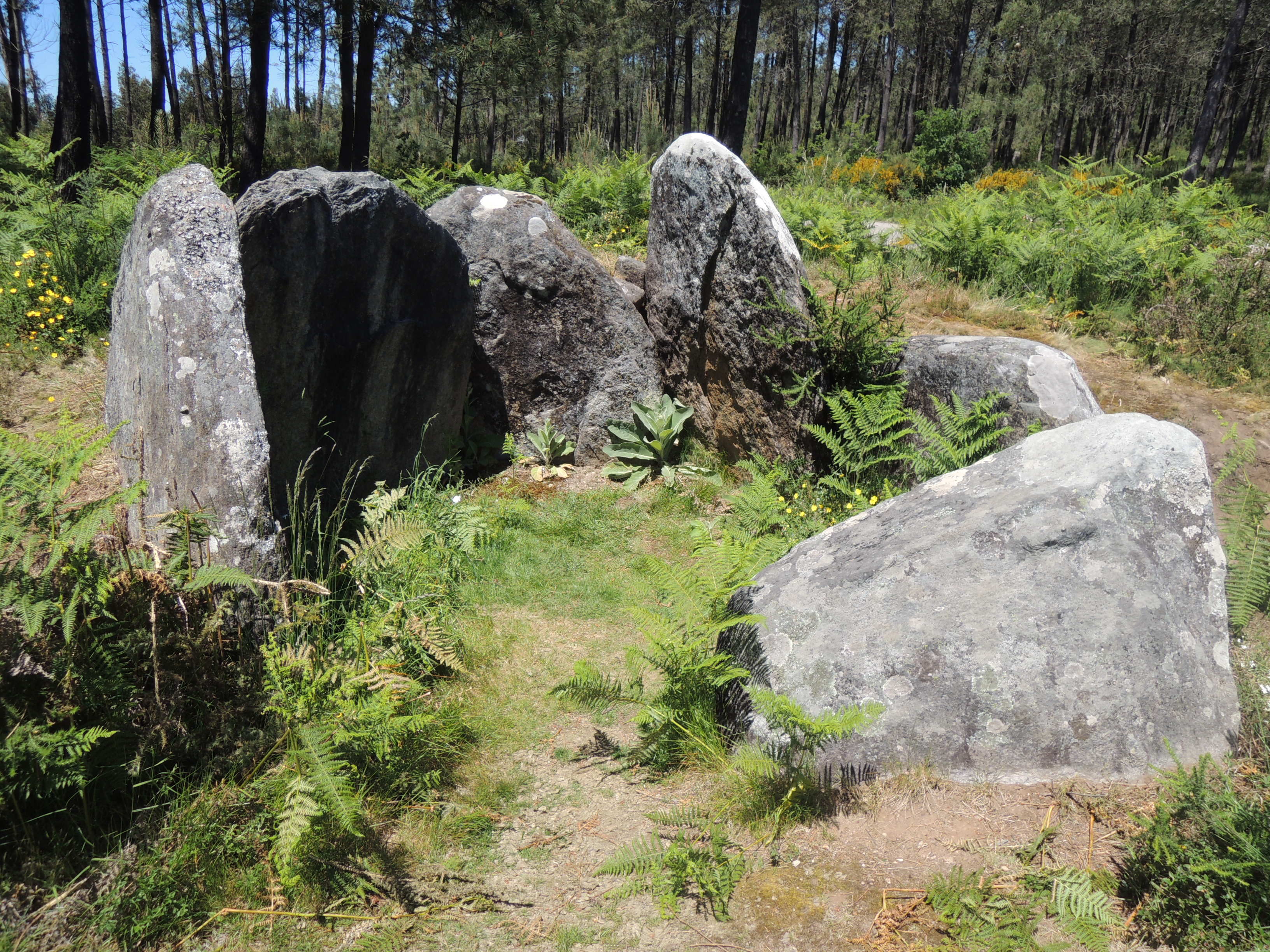
Mámoa do Rei, Monte Penide

Die Mámoa do Rei (Trasmañó) liegt in der Necrópole von Monte Penide beim Ort.

## Gemeindegliederung
Die Gemeinde Redondela ist in 13 Parroquias gegliedert:
| Parroquias       | Patrozinium  | Einwohner 2024 | Fläche km² | Dichte Einw./km² | Höhe msnm | Ortskennzahl |
| ---------------- | ------------ | -------------- | ---------- | ---------------- | --------- | ------------ |
| Cabeiro          | San Xoán     | 657            | 1,88       | 349              | 289       | 36045010000  |
| Cedeira          | Santo André  | 1.903          | 6,14       | 310              | 141       | 36045020000  |
| Cesantes         | San Pedro    | 3.268          | 3,90       | 838              | 36        | 36045030000  |
| Chapela          | San Fausto   | 7.233          | 4,03       | 1.795            | 55        | 36045040000  |
| Negros           | Santo Estevo | 507            | 2,80       | 181              | 253       | 36045050000  |
| Quintela         | San Mamede   | 660            | 2,78       | 237              | 60        | 36045060000  |
| Reboreda         | Santa María  | 2.236          | 8,00       | 280              | 57        | 36045070000  |
| Redondela        | Santiago     | 7.469          | 1,77       | 4.220            | 3         | 36045080000  |
| Saxamonde        | San Román    | 700            | 2,95       | 237              | 127       | 36045090000  |
| Trasmañó         | San Vicente  | 953            | 4,68       | 204              | 340       | 36045100000  |
| Ventosela        | San Martiño  | 700            | 4,14       | 169              | 176       | 36045110000  |
| Vilar de Infesta | San Martiño  | 1.248          | 3,69       | 338              | 236       | 36045120000  |
| O Viso           | Santa María  | 1.403          | 5,31       | 264              | 195       | 36045130000  |

## Wirtschaft
| Ackerbau, Viehzucht und Fischerei                                                  | 0208   | 01,79  |
| Industrie                                                                          | 02.414 | 020,74 |
| Bauwirtschaft                                                                      | 0845   | 07,26  |
| Dienstleistungsbetriebe                                                            | 08.170 | 070,21 |
| Total                                                                              | 11.637 | 100,00 |
| * Daten aus dem Statistischen Amt für Wirtschaftliche Entwicklung in Galicien, IGE |        |        |

## Klima
Die Nähe zum Meer bedingt ganzjährig milde Temperaturen und insbesondere im Winter starke Niederschläge.
Klimatabelle:
```
Monat                   JAN FEB MÄR APR MAI JUN JUL AUG SEP OKT NOV DEZ
-----------------------------------------------------------------------
Ø Tagestemperatur         9  10  13  14  15  19  20  18  15  13  10   9
Ø Niederschlag          180 140 160  40  40  30  25  40  80 120 180 200
```

## Söhne und Töchter der Stadt
- Iago Bouzón Amoedo (* 1983), spanischer Fußballspieler